# 4929 Yamatai
4929 Yamatai је астероид главног астероидног појаса са средњом удаљеношћу од Сунца која износи 2,210 астрономских јединица (АЈ).
Апсолутна магнитуда астероида је 13,5.